# Rio Miami
O rio Miami ou  rio de Miami (em inglês, Miami River) é um rio que atravessa a cidade de Miami, Flórida, Estados Unidos, do oeste para o leste, desaguando na Baía Biscayne. O rio tem um uso comercial muito importante, várias empresas têm o rio como base, sendo responsáveis por 80 por cento do comércio marítimo em Miami com as ilhas do Caribe. Mede 8.800 metros.